# Misty (postać)
Misty (jap. カスミ Kasumi) – postać z gier wideo, z serii Pokémon. Pojawia się jako liderka sali w grach wideo Pokémon, kilku sezonach anime Pokémon, mangach, zabawkach, książkach i innych mediach.

## Projekt

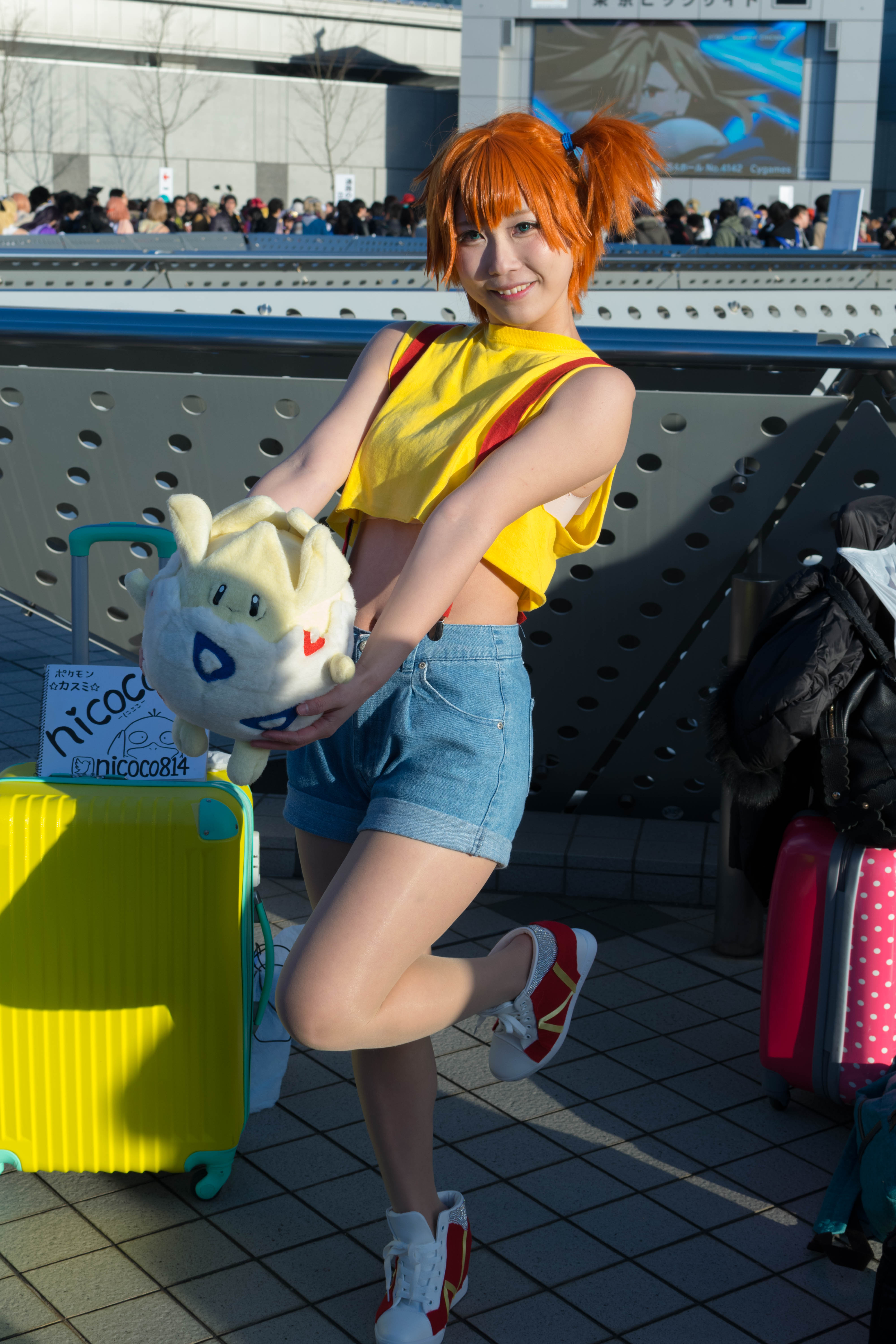
Cosplayerka Misty

Postać Misty została zaprojektowana pod nadzorem Kena Sugimori i Atsuko Nishidy, a w przypadku anime nadzór sprawował Sayuri Ichishi. Japońska aktorka użyczająca głosu Misty, Mayumi Iizuka, oświadczyła, że podczas przesłuchania reżyser poprosił, by zachowywała się naturalnie i to właśnie czyniąc otrzymała swoją rolę. Z tego powodu uważa, że postać Misty, jest najbliższym odzwierciedleniem jej charakteru, spośród postaci, którym użyczyła swój głos Mayumi bacznie śledzi promocyjne i reklamowe występy swojej postaci w różnych materiałach, dodatkowo informując fanów spostrzeżeniami na temat możliwych powrotów Misty w serii anime poprzez swojego bloga.

## Wystąpienia

### W grach wideo
W grach wideo Pokémon Red, Blue, Yellow, Pokémon FireRed, LeafGreen, Pokémon Gold, Silver i Crystal Misty jest liderką sali w Azurii, specjalizującą się w wodnym typie Pokémonów. Misty, w wizerunku ukazanym w anime, ukazuje się również jako trofeum w Super Smash Bros. Melee, i jako liderka sali w Pokémon Puzzle League. Zobaczyć ją można również na Pokémon Channel na Japońskim dysku Pichu Bros. Różni się on od innych Japońskich dysków tym, że aktorka podkładająca głos pod Misty pełni tam rolę narratora.

### W anime
Anime Pokémon oraz filmy, są serią przygód odosobniającą się od kanonu, którym podąża większość gier  Pokémon. Anime podąża tropem zmagań jednej z głównych postaci Asha Ketchuma, podczas jego podróży wraz z przyjaciółmi po fikcyjnym świecie Pokémonów. Mimo iż w grach Misty jest liderką sali w Azurii, w anime pozostawia ją swoim trzem starszym siostrom na rzecz podróży z Ashem. Spotyka Asha, gdy przypadkowo wyławia go i jego Pikachu prosto z rzeki podczas polowania na wodne Pokémony. Wkrótce po tym, Ash pożycza od niej rower, próbując uciec przed stadem dzikich Spearowów. Potem rower zostaje zniszczony przez piorunujący atak Pikachu. Misty oświadcza Ashowi, że nie zostawi go w spokoju, dopóki nie odkupi jej roweru i rusza wraz z nim w wyprawę. Po odzyskaniu roweru pod koniec Ligi Johto powraca do sali w Azurii i kontynuuje swoje obowiązki jako liderka. Od tej pory nie została pokazana w późniejszych sezonach z wyjątkiem kilku odcinków i odcinków specjalnych. Jednakże jest często główną postacią w serii Pokémon Chronicles, pokrewnej anime Pokémon.
We wczesnych odcinkach, Misty ukazana została jako postać o burzliwym temperamencie, wielkim uporze i słabej cierpliwości. Wraz z postępem serii, stopniowo ukazuje się czułą i miłą dla innych postacią. Choć widocznie zdradza romantyczny charakter, Misty poskramia Brocka, gdy tylko zostaje on zauroczony przez ładną dziewczynę, często ciągnąc go za ucho. Ma niewielką rywalizację z Ashem, i przerażają ją owadzie Pokémony. Misty zamierza zostać najlepszą trenerką wodnych Pokémonów mimo zażenowania swoich sióstr.

### Pokémony Misty
- Goldeen
- Staryu
- Starmie
- Horsea
- Psyduck
- Politoed (złapany jako Poliwag ewoluował w Poliwhirla, a potem w Politoeda)
- Corsola
- Gyarados
- Dewgong (złapany jako Seel ewoluował w Dewgonga)
- Luvdisc (Nazwany Caserin - jedyny nazwany pokemon Misty, samiec)
- Azurill (Dziecko Marilla Tracey'ego)

Pokémony które posiadała dawniej:
- Togetic (wykluł się z jajka jako Togepi i wypuszczony po ewolucji)

## Krytyka
Książka The Japanification of Children's Popular Culture opisuje portret Misty w anime nazywając ją „elementem wychowawczym” dla oryginalnego tria złożonego z niej samej, Asha i Brocka. Dalej opisana zostaje jako „niezwykle 'kompletna' dziewczyna świata kreskówek”, z uwzględnieniem zarówno jej kobiecej sentymentalności, jak i „wybuchów gniewu”. Książka Anime Classics Zettai!: 100 Must-See Japanese Animation Masterpieces docenia jej postać za „szczególne dopracowanie” oraz opisuje ją jako przyczyniającą się w znacznym stopniu do wielkiego uroku serii. Książka Pikachu's Global Adventure: The Rise and Fall of Pokémon oświadcza, że anime skupione jest na Ashu, lecz postać Misty jest szczególnie istotna dla młodych fanek serii, ani zbyt kobieca ani zbyt męska, wyraźnie „ostrożnie skonstruowana by przemawiać do nastoletnich dziewcząt”. Dodaje, że w przeciwieństwie do innych agresywnych postaci kobiecych w serii, Misty nie poświęca swojej kobiecej strony, by zdobyć popularność wśród amerykańskich fanek, stanowi to kontrast wobec japońskich dzieci, które bardziej identyfikują się z konkretnym gatunkiem Pokémonów.
Podczas badań nad reakcjami chłopców i dziewcząt na koncept Misty jako bohaterki serii, dziewczęta wykazały akceptację i chęć utożsamiania się z postacią, a chłopcy starali się uszczuplić jej zasługi. Z drugiej strony dzieci obydwu płci czuły, że postać wraz z Brockiem nadaje Ashowi jego tożsamość i zapewnia wsparcie moralne, co badający sklasyfikowali jako koncept tożsamości grupowej. W innych badaniach dzieci kojarzyły postać z atrakcyjnością i agresywnością, podczas gdy studenci opisywali ją jako romantyczną. Pikachu's Global Adventure również oświadcza, że Misty służy jako źródło niegroźnej seksualności dla zarówno starszych jak i młodszych męskich odbiorców, choć koncept ten dostrzeżono jako bardziej subtelny na terenie Ameryki Południowej.